# Al-Wadi al-Jadid

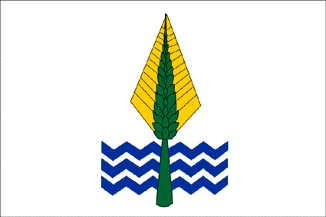
Guvernementets flagga.

Lägeskarta.

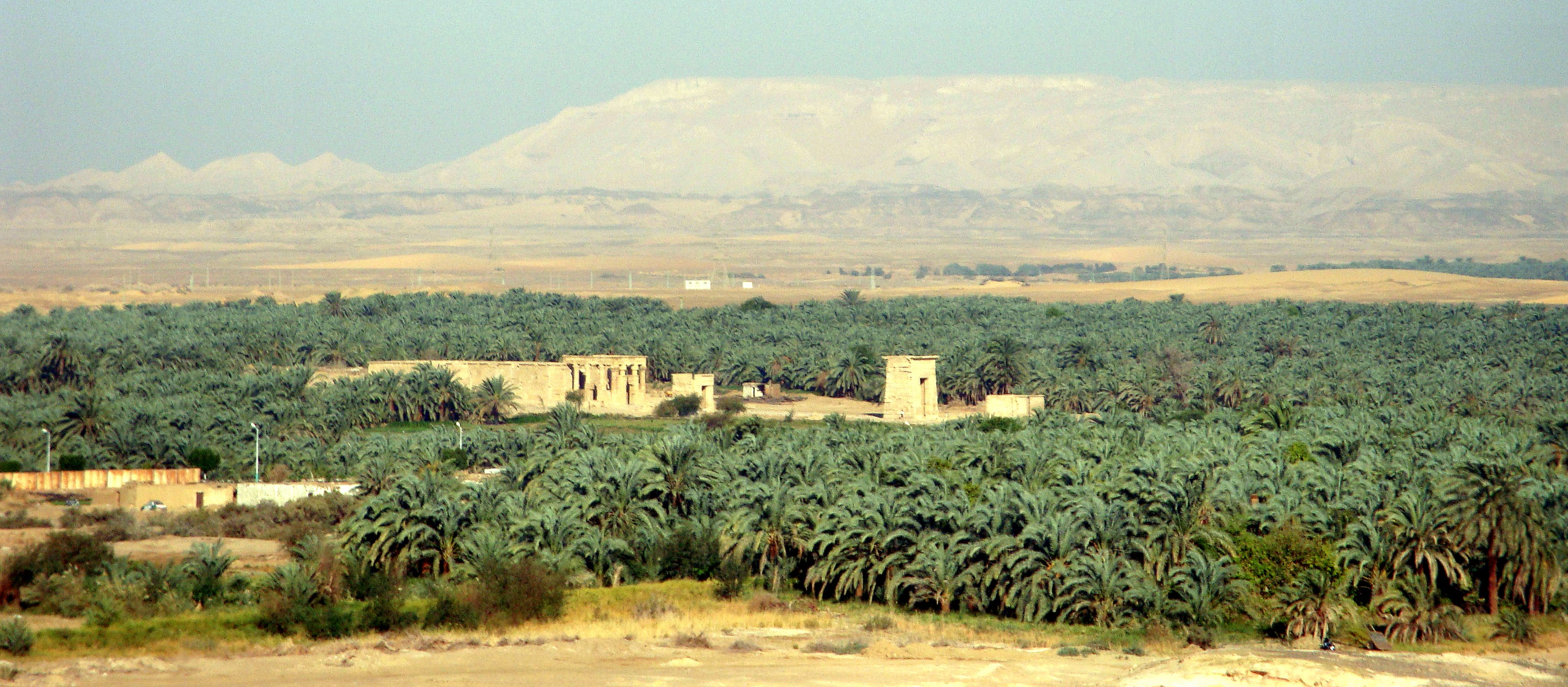
Del av Kharga-oasen.

Guvernementet al-Wadi al-Jadid  (arabiska: محافظة الوادي الجديد, Muhafazat al-Wadi al-Jadid, Nya dalens guvernement) är ett av Egyptens 27 muhāfazāt (guvernement). Guvernementet ligger i landets sydvästra del (Övre Egypten) och gränsar mot Libyen och Sudan.

## Geografi
Guvernementet har en yta på cirka 440 098 km²med cirka 240 000 invånare. Befolkningstätheten är cirka 0,4 invånare/km². Guvernementet är till ytan landets största.
Större delen av guvernementet utgörs av östra Saharaöknen (Libyska öknen).

## Förvaltning
Guvernementets ISO 3166-2 kod är EG-WAD och huvudort är oasen al-Kharija. Guvernementet är ytterligare indelat i 4 markas (områden) och 1 kism (distrikt).
Andra större orter är Dakhla och Farafra.